# Meråkers kommun
Meråkers kommun (norska: Meråker kommune; sydsamiska: Mearohken tjïelte) är en kommun i Trøndelag fylke i Norge. Kommunen gränsar i norr mot Verdals kommun, i väster mot Stjørdals kommun och i söder mot Selbu och Tydals kommuner. I öster gränsar kommunen mot Åre kommun i Sverige. Tätorten Midtbygda (Meråker) utgör kommunens centralort.

## Geografi
I Meråkers kommun finns både fjäll-, skogs- och jordbruksbygder. Den administrativa huvudorten  Meråker ligger 20 km från Storlien i svenska Jämtland och ca 80 km från Trondheim. Meråker ligger ca 50 km från kusten (Trondheimsfjorden). Meråkersbygden ligger i den dalgång som bildas av Stjördalsälven. 
Teveldalen är den fjällby som ligger närmast svenska gränsen. Mellan Meråker och Teveldalen ligger den gamla industriorten Kopperå. Inom kommunen ligger delar av Skarvan og Roltdalen nationalpark. Mellan Teveldalen och svenska Storlien ligger vattenfallet Brudslöjan.

## Historia

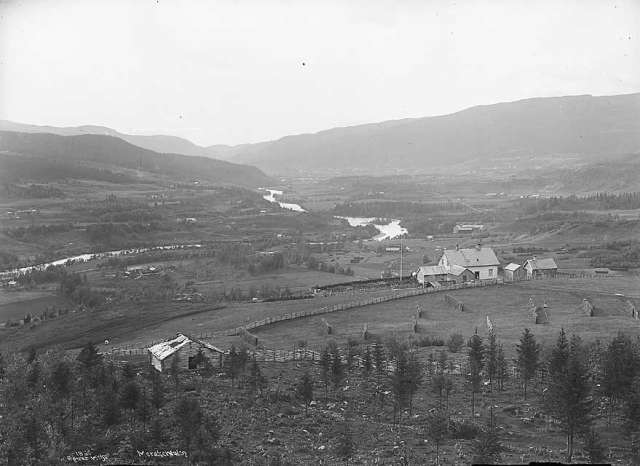
Meråker runt år 1880.

I Meråkers kommun finns lämningar efter järnframställning för 2000 år sedan. Namnet Meråker kommer från märr (häst) och åker.
Meråkers kommun blev egen kommun 1874 då dåvarande Øvre Stjørdals kommun delades i Hegra kommun (numera en del av Stjørdal kommun) och Meråkers kommun. Meråkers kommun hade då 1 861 invånare.

## Befolkningsutveckling
Befolkningsutveckling 1951–2010. (källa: SSB: Befolkningsstatistikk)

## Kommunvapen
Blasonering: I rødt en sølv vogn.
(I rött fält en vagn av silver.)
Kommunvapnet godkändes genom kunglig resolution den 28 september 1990. Malmvagnen har valts som motiv med anledning av att gruvnäringen har haft stor betydelse i kommunen.

## Näringsliv
Huvudnäringarna i Meråkers kommun är industri och jordbruk. Även turismen spelar en viktig roll i kommunen, särskilt Teveldalen och Fagerlia (Meråker Alpincenter).
De första turisterna kom till Meråkersbygden redan på 1800-talet, främst för laxfisket i Stjördalsälven. 
Kommunen är även känd för sina längdskidåkare. Meråker är känd för att vara den kommun i Norge som har flest guldmedaljer i vintersporter. Tack vare ett idrottsgymnasium, Meråker videregående skole, som har skidåkning som specialitet, har idrottare som studerat på skolan vunnit 1035 medaljer i NM, VM och OS. 25 av medaljerna har vunnits i OS, däribland tolv olympiska guld.
År 1898 grundades en karbidfabrik i orten Kopperå som senare byggdes om till ett kiselsmältverk. Fabriken i Kopperå stängde 2006.

## Kommunikationer
Genom kommunen och centralorten går Europaväg 14 samt Meråkerbanan som trafikeras av Mittnabotåget mellan Trondheim och Östersund.
Övriga vägar i kommunen:
- Fylkesväg 6770
- Fylkesväg 6771
- Fylkesväg 6772
- Fylkesväg 6774
- Fylkesväg 6776
- Fylkesväg 6778

## Tätorter
I Meråkers kommun finns en tätort:
- Midtbygda (centralort)

Orten Kopperå har tidigare räknats som en tätort men uppfyller inte längre kriterierna.

## Socknar
Inom Norska kyrkan motsvaras Meråkers kommun av Meråkers socken i Stjørdals prosteri i Nidaros stift.

## Kända personer
- Helge Ingstad, författare och arkeolog
- Frode Estil, längdskidåkare
- Tora Berger, skidskytt
- Petter Northug, längdskidåkare
- Marthe Kristoffersen, längdskidåkare
- Emil Iversen, längdskidåkare